# Benjamin Melniker
Benjamin Melniker est un producteur américain de films, né à Bayonne au New Jersey le 25 mai 1913 et mort à Roslyn Harbor le 26 février 2018.
Il a produit un grand nombre de film et dessins-animés de la franchise Batman, tels que Batman Begins, Batman Forever, Batman & Robin mais aussi The Dark Knight sorti en 2008.

## Filmographie

### Cinéma
- Liquidez l'inspecteur Mitchell (1975)
- Shoot (1976)
- Swamp Thing (1982)
- The Return of Swamp Thing (1989)
- Batman (1989)
- Batman Returns (1992)
- Hamful Intent (1993)
- Batman: Mask of the Phantasm (1993)
- Batman Forever (1995)
- Batman & Robin (1997)
- Batman & Mr. Freeze: SubZero (1998)
- Batman Beyond: Return of the Joker (2000)
- Batman: Mystery of the Batwoman (2003)
- Catwoman (2004)
- National Treasure (2004)
- Constantine (2005)
- Batman Begins (2005)
- The Batman vs. Dracula (2005)
- Batman: Gotham Knight (2008)
- The Dark Knight (2008)
- The Spirit (2008)
- Superman/Batman: Public Enemies (2009)
- Batman: Under the Red Hood (2010)
- Superman/Batman : Apocalypse (2010)
- Batman: Year One (2011)
- Superman vs. The Elite (2012)
- The Dark Knight Rises (2012)
- Batman: The Dark Knight Returns Part 1 (2012)
- Batman: The Dark Knight Returns Part 2 (2013)
- Lego Batman: The Movie - DC Super Heroes Unite (2013)
- The Lego Movie (2014)
- Son of Batman (2014)
- Batman: Assault on Arkham (2014)
- Batman vs. Robin (2015)
- Batman Unlimited: Animal Instincts (2015)
- Batman Unlimited: Monster Mayhem (2015)
- Lego DC Comics Super Heroes : La Ligue des justiciers - L'Attaque de la Légion maudite (2015)
- Batman: Bad Blood (2016)
- Lego DC Comics Super Heroes : La Ligue des Justiciers - L'affrontement cosmique
- Batman v Superman: Dawn of Justice (2016)
- Lego DC Comics Super Heroes: Justice League : S'évader de Gotham City (2016)
- Batman: The Killing Joke (2016)
- Batman Unlimited: Mech vs. Mutants (2016)
- Batman: Return of the Caped Crusaders (2016)
- Lego Batman, le film (2017)
- Teen Titans: The Judas Contract (2017)[3]
- Batman and Harley Quinn (2017)
- Batman vs. Two-Face (2017)
- Justice League (2017)
- Scooby-Doo! & Batman: The Brave and the Bold (2018)

### Vidéo
- 2017 : Justice League Dark de Jay Oliva
- 2019 : Batman vs. Teenage Mutant Ninja Turtles de Jake Castorena